# Manchester (Michigan)
Manchester – wieś w Stanach Zjednoczonych, w stanie Michigan, w hrabstwie Washtenaw.